# Dödsbädden (novellsamling)
Dödsbädden, engelsk originaltitel Night Shift, är en novellsamling av Stephen King, som utkom i svensk översättning 1985.
I svensk översättning har samlingen även utgetts uppdelad i två delar: Jerusalems lott och Majsens Barn.